# Centre de Biodiversitat Naturalis

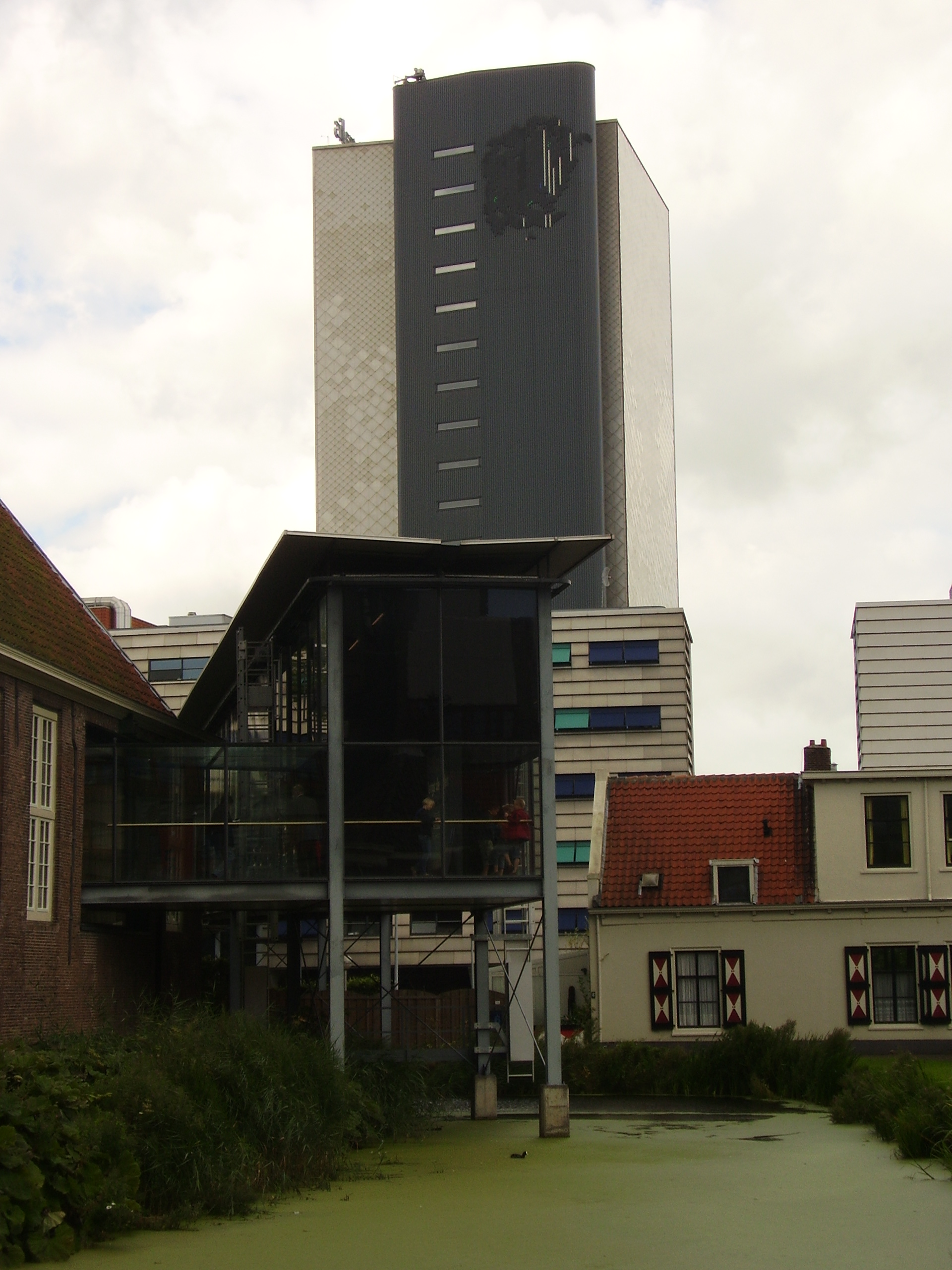
La torre del Naturalis, en la qual s'allotja gairebé tota la col·lecció exposada

El Centre de Biodiversitat Naturalis (Nederlands Centrum voor Biodiversiteit Naturalis) és el Museu Nacional d'Història Natural dels Països Baixos, amb seu a Leiden. Es va originar de la fusió del Rijksmuseum van Natuurlijke Historie (abreujat RMNH) i del Rijksmuseum van Geologie en Mineralogie (abreujat RGM) el 1984. L'any 1986 es va decidir que el museu havia de convertir-se en un museu públic i se'n va construir un nou edifici. El nou edifici va costar uns 60 milions d'euros, convertint-se en el segon edifici de museu més car dels Països Baixos.
El museu obre tots els dies de la setmana de 10 del matí a 5 de la tarda. El preu de l'entrada és de 7.00 euros entre 4 i 12 anys, 9.00 euros entre 13 i 17, 11.00 euros entre 18 i 65, i 10.00 euros pels més grans de 65 anys.

## Col·lecció
L'actual museu és conegut pels nombrosos objectes de les seves col·leccions. Disposa aproximadament de 10 milions d'espècimens geològics i zoològics.
- 5.250.000 insectes
- 2.290.000 altres invertebrats
- 1.000.000 vertebrats
- 1.160.000 fòssils
- 440.000 roques i minerals
- 2.000 gemmes
- 10.000 objectes d'una col·lecció educativa

Les col·leccions s'allotgen en una torre de 60 metres d'alçada, una fita a Leiden, que es va obrir l'abril de 1998.

## Exposicions
A més de les exposicions temporals, el museu disposa de diverses exposicions permanents:
- Nature Theater (Animals, plants, fongs, organismes unicel·lulars, bacteris, pedres, i minerals: una impressió de la natura en totes les seves diverses formes.)
- Primeval Parade (Una mostra dels fòssils al llarg de la història de la terra i de l'evolució de la vida.)
- Earth (Jocs i senyals que informen al visitant sobre les complexitats de la Terra.)
- Life (Mostra com viuen i sobreviuen les plantes i animals al món.)
- Earth Inside (Per als nens i els seus pares, per a descobrir d'una manera lúdica com funciona la natura.)
- Biotechnology (Jocs i pel·lícules que mostren al visitant com és d'essencial l'ADN en tots els processos de la vida.)
- Treasure Chamber (Condicions especials de seguretat i emmagatzematge protegeixen les pedres precioses, inclosa una col·lecció que va pertànyer a Guillem I dels Països Baixos, i les pells d'animals que es van extingir en els darrers cent anys.)

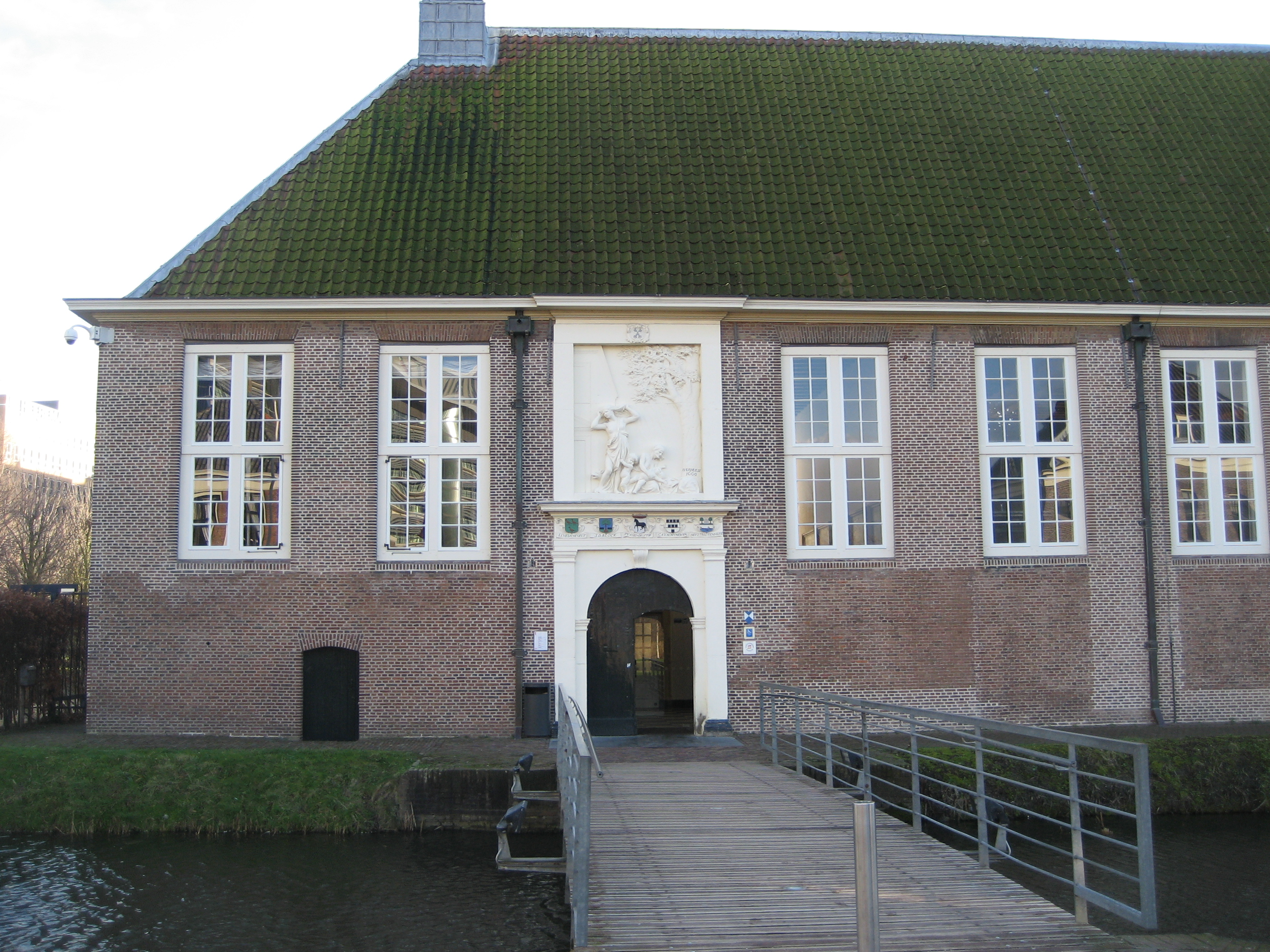
Naturalis (Pesthuis)
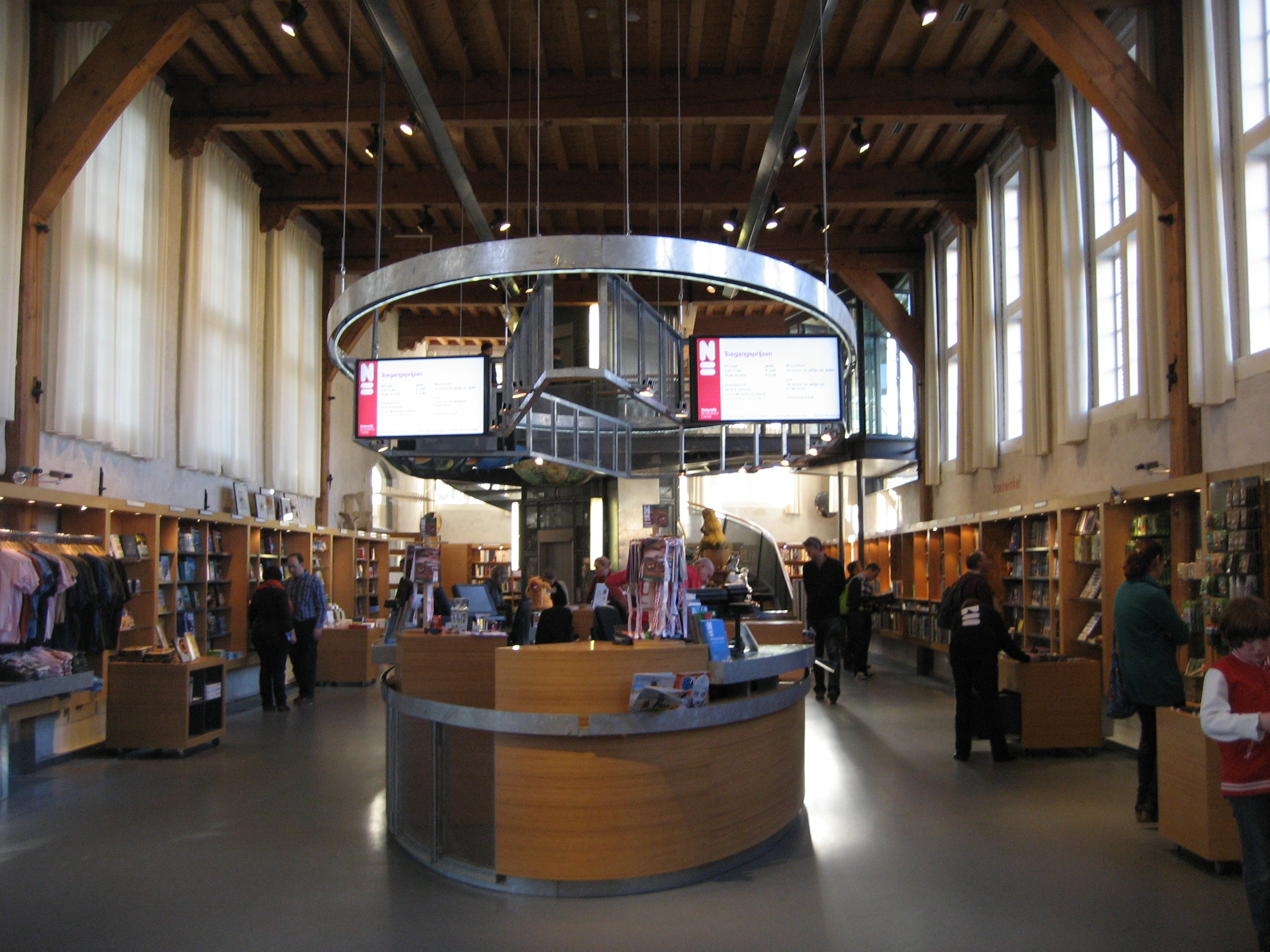
Naturalis (caixa registradora)
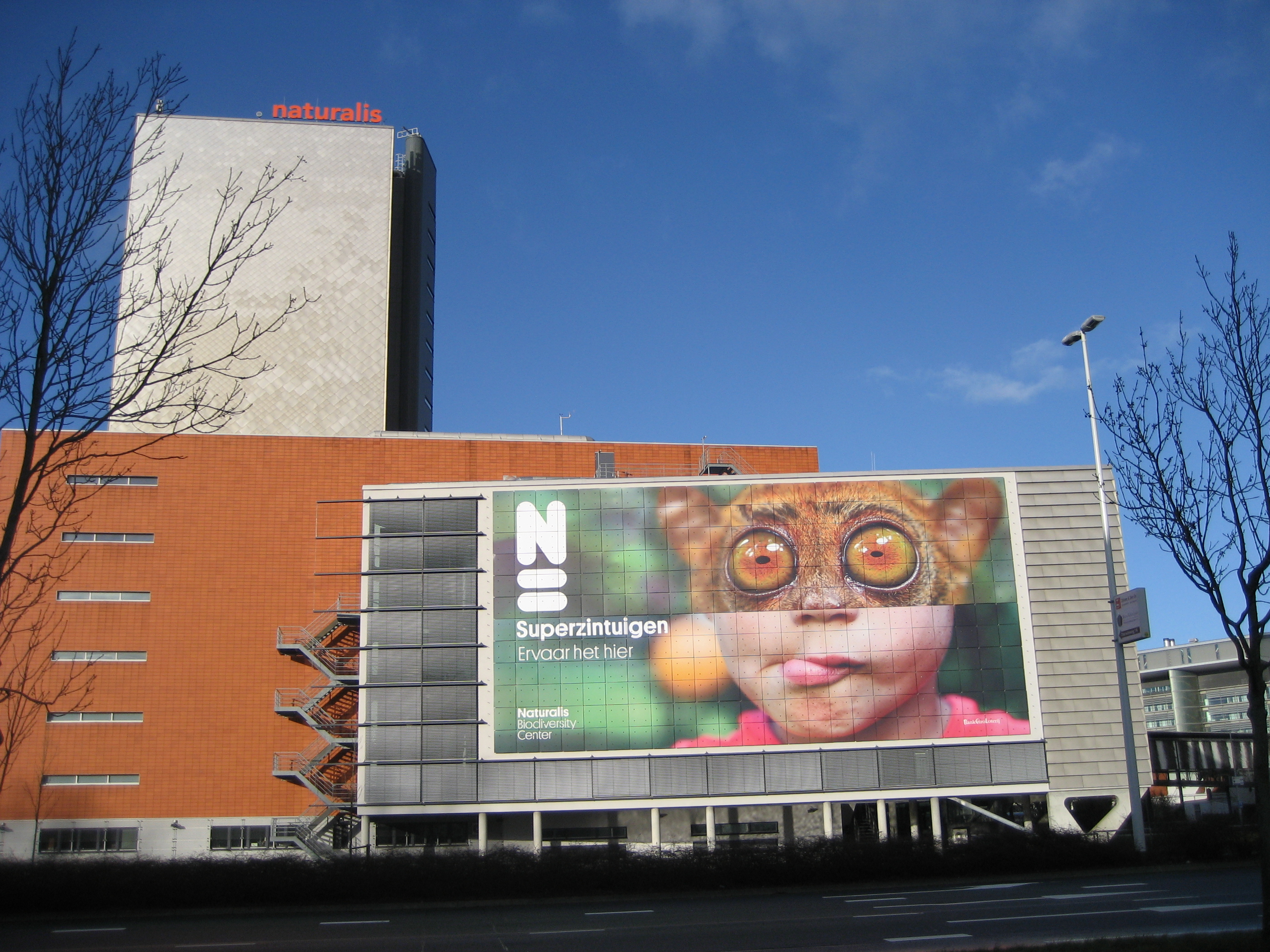
Naturalis (museu) [2013]
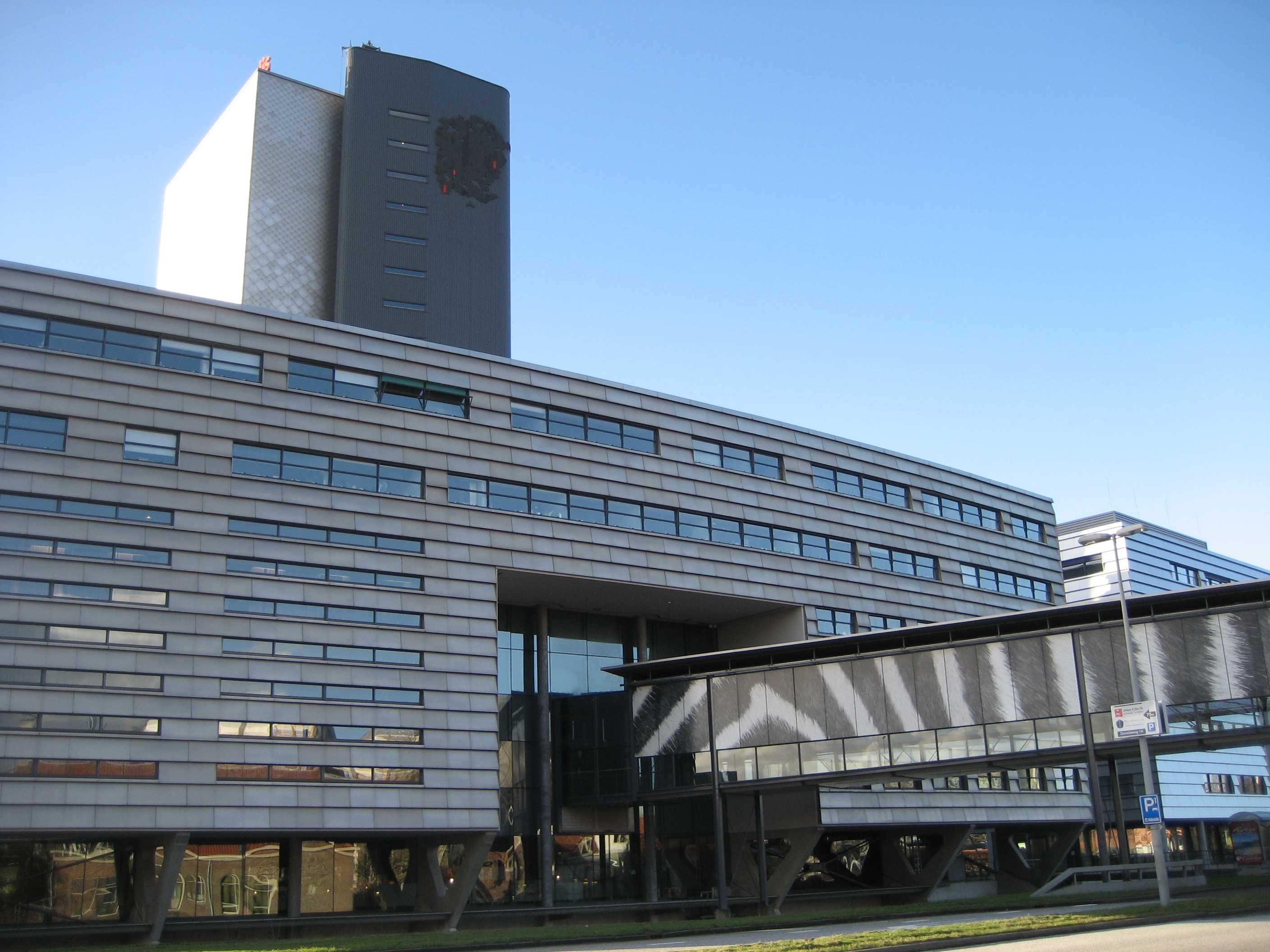
Naturalis (pont zebra)